# Isabella di Hainaut
Isabella di Hainaut (Lilla, aprile 1170 – Parigi, 14 o 15 marzo 1190) fu Regina consorte di Francia, in quanto prima moglie di Filippo II Augusto, dal 1180 alla sua morte.

## Origine
Isabella, sia secondo il Gisleberti Chronicon Hanoniense, che secondo la Chronica Albrici Monachi Trium Fontium, era figlia del Conte di Hainaut, Marchese di Namur e Conte di Fiandra, Baldovino V di Hainaut e della Contessa di Fiandra, Margherita d'Alsazia.
Baldovino V di Hainaut, secondo il Gisleberti Chronicon Hanoniense, era il figlio del Conte di Hainaut, Baldovino IV e della moglie, Alice di Namur, che era figlia del conte di Namur, Goffredo I e della sua seconda moglie, l'erede della contea del Lussemburgo, Ermessinda di Lussemburgo, sia secondo la Genealogica comitum Buloniensium, che secondo la Chronica Albrici Monachi Trium Fontium e che, secondo il Herimanni, Liber de Restauratione Sancti Martini Tornacensis, era la sorella del conte di Lussemburgo e di Namur, Enrico IV.
Margherita d'Alsazia, secondo la Flandria Generosa (Continuatio Claromariscensis) era la figlia femmina secondogenita del conte delle Fiandre, Teodorico di Alsazia (1099 circa – 4 gennaio 1168) e di Sibilla d'Angiò (1112 circa – 1165), che, anche se l'arcivescovo, Guglielmo, della città di Tiro, nell'odierno Libano, nel suo Historia rerum in partibus transmarinis gestarum ce la presenta come figlia femmina primogenita era la figlia femmina secondogenita del conte d'Angiò e conte di Tours, conte consorte e poi conte del Maine e infine reggente del Principato di Antiochia e re consorte del Regno di Gerusalemme, Folco il Giovane, e della contessa del Maine, Eremburga, figlia unica del conte del Maine, Elia I e di Matilde, come riporta nella sua Historia Ecclesiastica, Pars II, Liber IV del monaco e storico medievale, Orderico Vitale, signora di Château-du-Loir, figlia di Gervaso, signore di Château-du-Loir.

## Biografia
Isabella, secondo il Gisleberti Chronicon Hanoniense, era nata nei pressi di Lilla nell'aprile del 1170, mentre secondo la Chronica Albrici Monachi Trium Fontium, era la figlia femmina primogenita.
Nel 1179, sempre secondo il Gisleberti Chronicon Hanoniense, Isabella fu fidanzata all'erede della contea di Champagne, Enrico, figlio di Enrico I il Liberale, conte di Champagne, e di Maria di Francia, a sua volta figlia di Luigi VII di Francia ed Eleonora d'Aquitania, e nello stesso tempo, suo fratello, Baldovino, veniva fidanzato alla sorella di Enrico, Maria.
In quello stesso anno, il re di Francia, Luigi VII, ancora secondo il Gisleberti Chronicon Hanoniense, essendo molto malato, nominò lo zio materno di Isabella, il conte di Fiandra, Filippo d'Alsazia, custode del suo unico figlio, Filippo, fatto incoronare come Filippo II e Filippo d'Alsazia si adoperò per un matrimonio tra Isabella e Filippo II di Francia.
Isabella sposò il re di Francia Filippo II nel 1180, portando in dote al marito la contea di Artois, come ci conferma il cronista e monaco benedettino inglese, Matteo di Parigi, nel suo Chronica majora la chiama erroneamente Margherita.
Isabella venne incoronata regina consorte di Francia a Saint-Denis il 28 maggio 1180. Dato che il padre di Isabella, Baldovino, affermava giustamente di discendere da Carlo Magno, i cronisti dell'epoca videro in questo matrimonio un'unione tra le dinastie carolingia e capetingia.
Sebbene ricevesse apprezzamenti stravaganti da certi annalisti, Isabella non riuscì a conquistarsi l'affetto del consorte, a causa della sua incapità di procreare un erede (sebbene all'epoca delle nozze non avesse che dieci anni); e quando Filippo II, trovandosi in disaccordo col suo protettore, Filippo d'Alsazia, irato nel vedere il suocero militare tra i suoi avversari,  cercò di far dichiarare la nullità del matrimonio (assemblea di Senlis, 1184); stando a quanto riferisce Gilberto di Mons, Isabella si presentò nella chiesa della città a piedi nudi e vestita da penitente, guadagnandosi così la simpatia del popolo. Mentre i consiglieri del re, tra cui, Roberto, zio di Filippo II, riuscirono ad impedire il ripudio, ricordando al sovrano che tale atto avrebbe comportato la perdita dell'Artois, il padre di Isabella, Baldovino, trovava un accordo col genero, tanto che la contea di Hainaut veniva attaccata e devastata dal conte di Fiandra.
Infine, il 5 settembre del 1187 Isabella diede finalmente alla luce un figlio maschio, Luigi, il futuro Luigi VIII, come ci testimoniano gli Annales S. Benigni Divionensis.
La sua seconda gravidanza le fu fatale: il 14 marzo 1190 diede alla luce una coppia gemelli, ma si spense il giorno dopo; venne sepolta nella cattedrale parigina di Notre-Dame. Uno dei gemelli morì alla nascita, l'altro dopo tre giorni (il 18 marzo). Il Rigordi Gestis Philippi II Augusti riporta la morte di Isabella il 15 marzo 1189, mentre la Flandria Generosa (Continuatio Claromariscensis) conferma che la morte di Isabella, sempre nel 1189, fu a seguito del parto gemellare e anche i gemelli morirono, e Isabella fu sepolta a Notre-Dame, a Parigi; infine, secondo gli Obituaires de Sens Tome I.1, Abbaye de Saint-Denis, Isabella morì il 14 marzo
Nel 1193 Filippo II si risposò con la principessa danese Ingeburge.

## Figli
Isabella a Filippo diede tre figli:
- Luigi VIII[14] (1187 - 1226), re di Francia
- due gemelli che morirono subito dopo il parto.

## Ascendenza
|                         |                        |                          | Genitori                   |  |  | Nonni |  |  | Bisnonni                 |  |  | Trisnonni               |  |
|                         |                        |                          |                            |  |  |       |  |  | Baldovino III di Hainaut |  |  | Baldovino II di Hainaut |  |
|                         |                        |                          |                            |  |  |       |  |  | Baldovino III di Hainaut |  |  | Baldovino II di Hainaut |  |
|                         |                        | Ida di Lovanio           |                            |  |  |       |  |  | Baldovino III di Hainaut |  |  |                         |  |
| Baldovino IV di Hainaut |                        |                          |                            |  |  |       |  |  | Baldovino III di Hainaut |  |  |                         |  |
|                         |                        | Iolanda di Gheldria      | Gerardo I di Gheldria      |  |  |       |  |  |                          |  |  |                         |  |
|                         |                        | Iolanda di Gheldria      | Gerardo I di Gheldria      |  |  |       |  |  |                          |  |  |                         |  |
|                         |                        | Iolanda di Gheldria      | Clemenza d'Aquitania       |  |  |       |  |  |                          |  |  |                         |  |
| Baldovino V di Hainaut  |                        | Iolanda di Gheldria      |                            |  |  |       |  |  |                          |  |  |                         |  |
|                         |                        | Goffredo I di Namur      | Alberto III di Namur       |  |  |       |  |  |                          |  |  |                         |  |
|                         |                        | Goffredo I di Namur      | Alberto III di Namur       |  |  |       |  |  |                          |  |  |                         |  |
|                         |                        | Goffredo I di Namur      | Ida di Sassonia            |  |  |       |  |  |                          |  |  |                         |  |
| Alice di Namur          |                        | Goffredo I di Namur      |                            |  |  |       |  |  |                          |  |  |                         |  |
|                         |                        | Ermesinde di Lussemburgo | Corrado I di Lussemburgo   |  |  |       |  |  |                          |  |  |                         |  |
|                         |                        | Ermesinde di Lussemburgo | Corrado I di Lussemburgo   |  |  |       |  |  |                          |  |  |                         |  |
|                         |                        | Ermesinde di Lussemburgo | Clemenza d'Aquitania       |  |  |       |  |  |                          |  |  |                         |  |
| Isabella di Hainaut     |                        | Ermesinde di Lussemburgo |                            |  |  |       |  |  |                          |  |  |                         |  |
|                         | Teodorico II di Lorena | Gerardo di Lorena        |                            |  |  |       |  |  |                          |  |  |                         |  |
|                         | Teodorico II di Lorena | Gerardo di Lorena        |                            |  |  |       |  |  |                          |  |  |                         |  |
|                         | Teodorico II di Lorena | Edvige di Namur          |                            |  |  |       |  |  |                          |  |  |                         |  |
| Teodorico di Alsazia    | Teodorico II di Lorena |                          |                            |  |  |       |  |  |                          |  |  |                         |  |
|                         |                        | Gertrude di Fiandra      | Roberto I di Fiandra       |  |  |       |  |  |                          |  |  |                         |  |
|                         |                        | Gertrude di Fiandra      | Roberto I di Fiandra       |  |  |       |  |  |                          |  |  |                         |  |
|                         |                        | Gertrude di Fiandra      | Gertrude di Sassonia       |  |  |       |  |  |                          |  |  |                         |  |
| Margherita I di Fiandra |                        | Gertrude di Fiandra      |                            |  |  |       |  |  |                          |  |  |                         |  |
|                         |                        | Folco V d'Angiò          | Folco IV d'Angiò           |  |  |       |  |  |                          |  |  |                         |  |
|                         |                        | Folco V d'Angiò          | Folco IV d'Angiò           |  |  |       |  |  |                          |  |  |                         |  |
|                         |                        | Folco V d'Angiò          | Bertrada di Montfort       |  |  |       |  |  |                          |  |  |                         |  |
| Sibilla d'Angiò         |                        | Folco V d'Angiò          |                            |  |  |       |  |  |                          |  |  |                         |  |
|                         |                        | Eremburga del Maine      | Elia I del Maine           |  |  |       |  |  |                          |  |  |                         |  |
|                         |                        | Eremburga del Maine      | Elia I del Maine           |  |  |       |  |  |                          |  |  |                         |  |
|                         |                        | Eremburga del Maine      | Matilde di Château-du-Loir |  |  |       |  |  |                          |  |  |                         |  |
|                         |                        | Eremburga del Maine      |                            |  |  |       |  |  |                          |  |  |                         |  |

### Fonti primarie
- (LA)  Monumenta Germaniae Historica, Scriptores, tomus V.
- (LA)  Monumenta Germaniae Historica, Scriptores, tomus VIII[collegamento interrotto].
- (LA)  Monumenta Germaniae Historica, Scriptores, tomus IX.
- (LA)  Monumenta Germaniae Historica, Scriptores, tomus XIV.
- (LA)  Monumenta Germaniae Historica, Scriptores, tomus XXI.
- (LA)  Monumenta Germaniae Historica, Scriptores, tomus XXIII.
- (LA)  Monumenta Germaniae Historica, Scriptores, tomus XXVI.
- (LA)  Orderici Vitalis, Historia Ecclesiastica, tomus unicus.
- (LA)  Cartulaire de l'abbaye de Saint-Bertin.
- (LA)  Historia Rerum in partibus transmarinis gestarum.
- (LA)  Chronique de Guillaume de Nangis.
- (LA)  Matthæi Parisiensis, monachi Sancti Albani, Chronica majora, vol. II.

### Letteratura storiografica
- Frederick Maurice Powicke, "I regni di Filippo Augusto e Luigi VIII di Francia", cap. XIX, vol. V (Il trionfo del papato e lo sviluppo comunale) della Storia del mondo medievale, 1980, pp. 776–828